# Gessertshausen
Gessertshausen là một đô thị ở huyện Augsburg bang Bayern nước Đức. Đô thị Gessertshausen có diện tích 41,34 km², dân số thời điểm ngày 31 tháng 12 năm 2006 là 4292 người.